# Ontur
Ontur é um município da Espanha na província de Albacete, comunidade autónoma de Castilla-La Mancha, de área 54,09 km² com população de  habitantes (2004) e densidade populacional de 44,50 hab/km².

## Demografia
| Variação demográfica do município entre 1991 e 2004 | Variação demográfica do município entre 1991 e 2004 | Variação demográfica do município entre 1991 e 2004 | Variação demográfica do município entre 1991 e 2004 |
| --------------------------------------------------- | --------------------------------------------------- | --------------------------------------------------- | --------------------------------------------------- |
| 1991                                                | 1996                                                | 2001                                                | 2004                                                |
| 2507                                                | 2469                                                | 2421                                                | 2418                                                |